# Philippe Peeters
Philippe Peeters (Antwerpen, 10 januari 1995) is een Belgisch basketballer.

## Carrière
Peeters speelde in de jeugdopleidingen van de Antwerp Giants en maakte er in 2015 zijn debuut in de hoogste klasse. Hij speelde er tot in 2017 maar kon niet veel speelminuten verzamelen. In 2017 zette hij een stap terug naar de tweede klasse bij Gembo Borgerhout, het volgende seizoen ging hij spelen voor reeksgenoot Fellows Ekeren. Van 2019 tot 2022 speelde hij voor de Kontich Wolves. In 2022 maakte hij de overstap naar tweedeklasser Basic Melsele.
Na een seizoen ging hij spelen voor Oxaco Boechout en speelde er een seizoen. Voor het seizoen 2024/25 tekende hij derdeklasser Basket Willebroek. Aan het einde van het seizoen maakte hij de overstap naar tweedeklasser Avanti Brugge voor het seizoen 2025/26.
Peeters speelt sporadisch ook 3x3-basketball met verscheidene ploegen onder meer met Team Antwerp.